# Coordenades horitzontals
Les coordenades horitzontals, també anomenades altazimutals, és un sistema de coordenades astronòmiques que permeten determinar la posició d'un cos respecte a l'horitzó local i la direcció del nord geogràfic. Les seves dues coordenades són l'azimut i l'altura. Per determinar la posició d'una estrella en coordenades horitzontals, un observador ha de mesurar la seva altura que és la distància angular des de l'horitzó fins a l'estrella. En segon lloc, haurà de determinar l'angle que forma l'estrella amb una direcció que es pren com a origen, generalment el sud (en astronomia) o el nord (navegació) mesura sobre l'horitzó i en sentit horari. Aquest angle s'anomena azimut. Aquestes coordenades depenen de l'observador. És a dir que en un mateix moment, un astre s'observa sota coordenades horitzontals diferents per observadors diferents situats en punts diferents de la Terra. Això significa que aquestes coordenades són locals.

Figura 1. L'horitzó astronòmic d'un observador sobre la superfície de la Terra, al punt O, és el cercle màxim SWNE. En aquesta imatge s'ha de fer una lleugera correcció, l'observador es troba en el pla d'aquest horitzó. No obstant això la mida de la Terra és tan petita comparada amb l'univers que excepte per a objectes molt propers com la Lluna i els planetes, la correcció és petita.

Sigui C el centre comú de les esferes terrestre i celeste (figura 1). S'assenyala un punt O sobre la superfície terrestre, tal que OC és la vertical de plomada en O. A O es troba l'observador.
La prolongació d'OC talla l'esfera celeste en els punts Z i Z ', zenit i nadir d'O, respectivament. La línia ZZ 'és la vertical de l'observador, o simplement la vertical.
Per C imaginem un pla perpendicular a ZZ 'que talla l'esfera celeste en el cercle màxim SWNE, l'horitzó astronòmic d'O En endavant, quan es parli d'horitzó s'entendrà sempre horitzó astronòmic, llevat d'una precisió contrària.
La prolongació de l'eix terrestre ens dona els punts P i P ', els pols de l'esfera celeste. PP 'és l'eix del moviment diürn. La rotació de la Terra fa que l'esfera celeste es mogui aparentment entorn d'aquest eix.
Les projeccions de P i P 'en l'horitzó són els punts N (Nord) i S (Sud), i la perpendicular a la línia NS per C, en el pla de l'horitzó, ens dona l'Est E i Oest W.
En realitat l'observador està en el pla de l'horitzó. Les coordenades horitzontals són topocéntriques. Això suposa que les mesures que obtingui seran aparents, per la refracció atmosfèrica. Segons els casos es requeriran les correccions oportunes, per transformar aquestes mesures en coordenades geocèntriques.
La vertical de l'observador ZZ ', el seu horitzó SWNE i el punt Sud S, són el sistema de referència de les coordenades horitzontals.

## L'azimut i l'altura
Sigui X un astre de l'esfera celeste, CX la seva direcció, i CX' la projecció d'aquesta en el pla de l'horitzó (figura 2). Definim: 
- altura de X (hoa) és l'angle XCX ', és a dir l'angle format per la seva direcció i l'horitzó. També podem considerar a l'altura com l'arc XX '.

L'alçada és positiva sobre l'horitzó, i negativa per sota d'ell, i en aquest cas es diu també depressió. Així l'altura del zenit val 90°, i la depressió del nadir és de -90°.
- Azimut de X (A) és l'angle SCX ', és a dir l'angle format per CX' i la direcció Sud.

L'azimut, referit al punt Sud, és positiu en el sentit SWNE, el moviment aparent de la volta celeste. Un azimut major de 180° es pot prendre en sentit contrari però amb valor negatiu. Per exemple, el punt Oest, W, té un azimut de 90°, i el punt Est, I, ho té bé de 270°, bé de -90°.
Com es va apuntar en la introducció, existeixen convenis que refereixen l'azimut al punt Nord (per a la navegació, no en astronomia) N, amb el sentit positiu NESW.
L'alçada i l'azimut són les coordenades horitzontals de X.
Tingui's ben present que altura és un angle o un arc, i no una distància lineal. Per evitar l'ambigüitat de vegades se l'anomena elevació.

## Distància zenital
L'angle ZCX és la distància zenital de X, la seva distància angular al zenit, denotada per z:
z + h = 90°
La distància angular del pol a l'horitzó és l'altura del pol, angle PCN per l'Hemisferi Nord, i P'CS per l'Hemisferi Sud, és la latitud del lloc on es troba l'observador O. Es denota amb la lletra grega phi o fi (φ).
Totes aquelles estrelles la distància al pol sigui menor o igual que la latitud no estan mai sota de l'horitzó, de manera que no es posen: són les estrelles circumpolars per O. Les seves trajectòries són cercles concèntrics als pols. Com a casos extrems comparem el que succeeix en l'Equador terrestre i en els pols:
- A l'Equador, on φ= 0°, cap estrella sobre l'horitzó és circumpolar, i neixen i es posen perpendicularment a l'horitzó. El pol està a l'horitzó.

- En els pols, on φ= 90° o -90°, totes les estrelles sobre l'horitzó són circumpolars, no neixen ni es posen. El pol és al zenit.

El complementari de la latitud és la colatitud o distància zenital del pol. Es donarà la següent relació: 
φ+ Colatitud = 90°

## Refracció

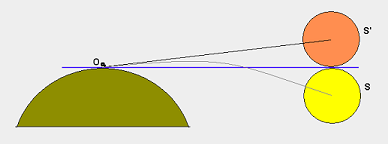
Figura 2. La refracció fa que l'alçada aparent d'un astre sigui superior a l'alçada real. Així el Sol sota l'horitzó, a S, es veu a S ', sobre l'horitzó

Pel que fa a la refracció atmosfèrica la cosa és diferent perquè si bé disminueix amb l'altura igual que el paralatge, en canvi no es redueix el seu efecte per la distància de l'objecte observat, per gran que sigui. En la refracció sí que cal tenir gairebé sempre en compte fer mesuraments que requereixin precisió.
La figura 2 mostra un típic cas de refracció. Quan el limbe inferior del Sol (*) toca l'horitzó de la mar realment ja no hi és. El que estem veient és la seva imatge refractada a S', i l'estrella ja està completament sota el nostre horitzó, en S.
L'efecte de la refracció R sobre l'altura d'un astre és oposat a l'efecte que produïa el paralatge: aquesta fa que l'alçada aparent sigui menor que la real, la refracció fa que l'alçada aparent sigui més gran que la real, damunt l'astre, de manera que es donarà la relació: 
'hreal = haparent - R'